# Wasserwerk

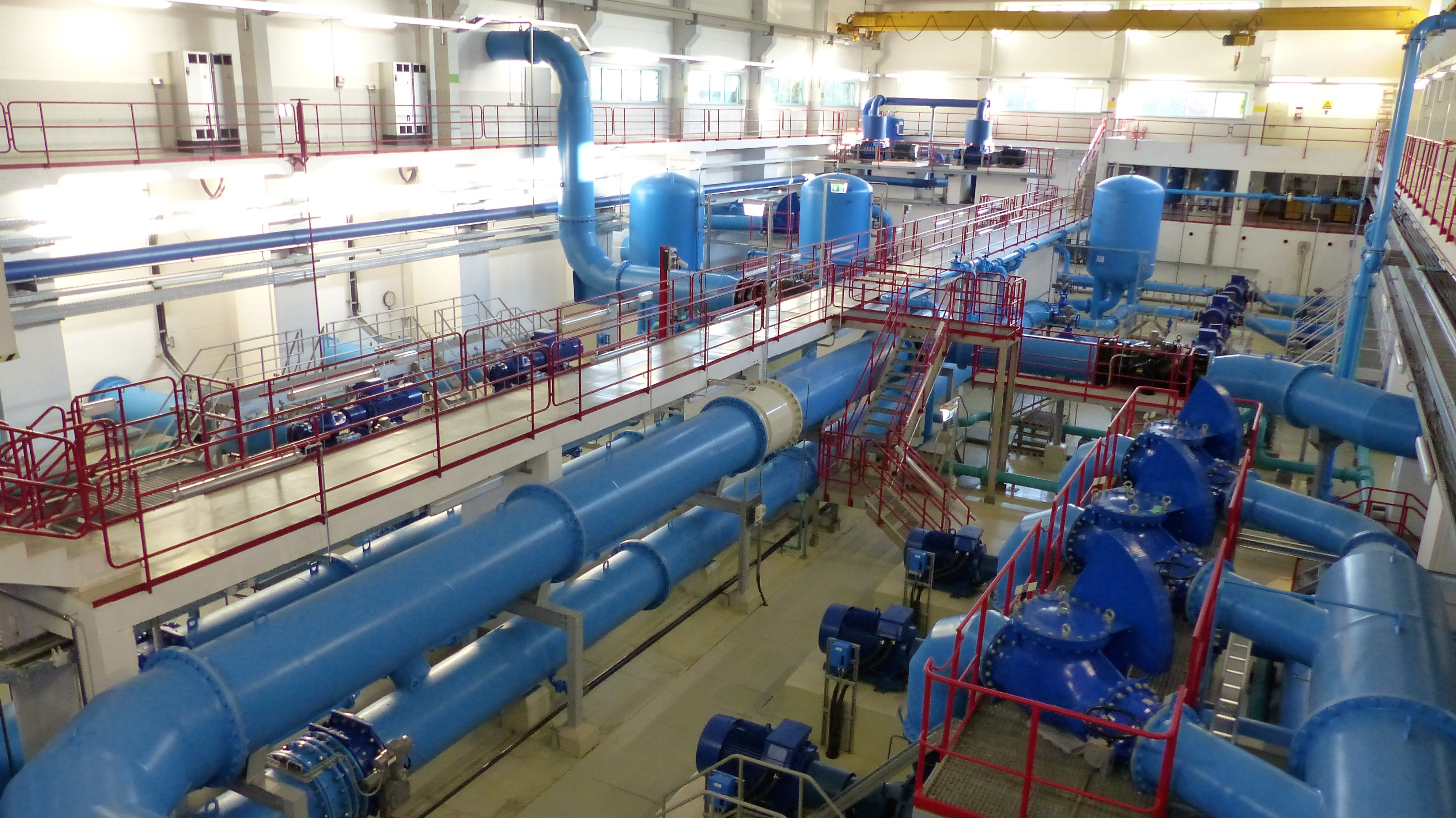
Blick in das Maschinenhaus eines modernen Wasserwerks

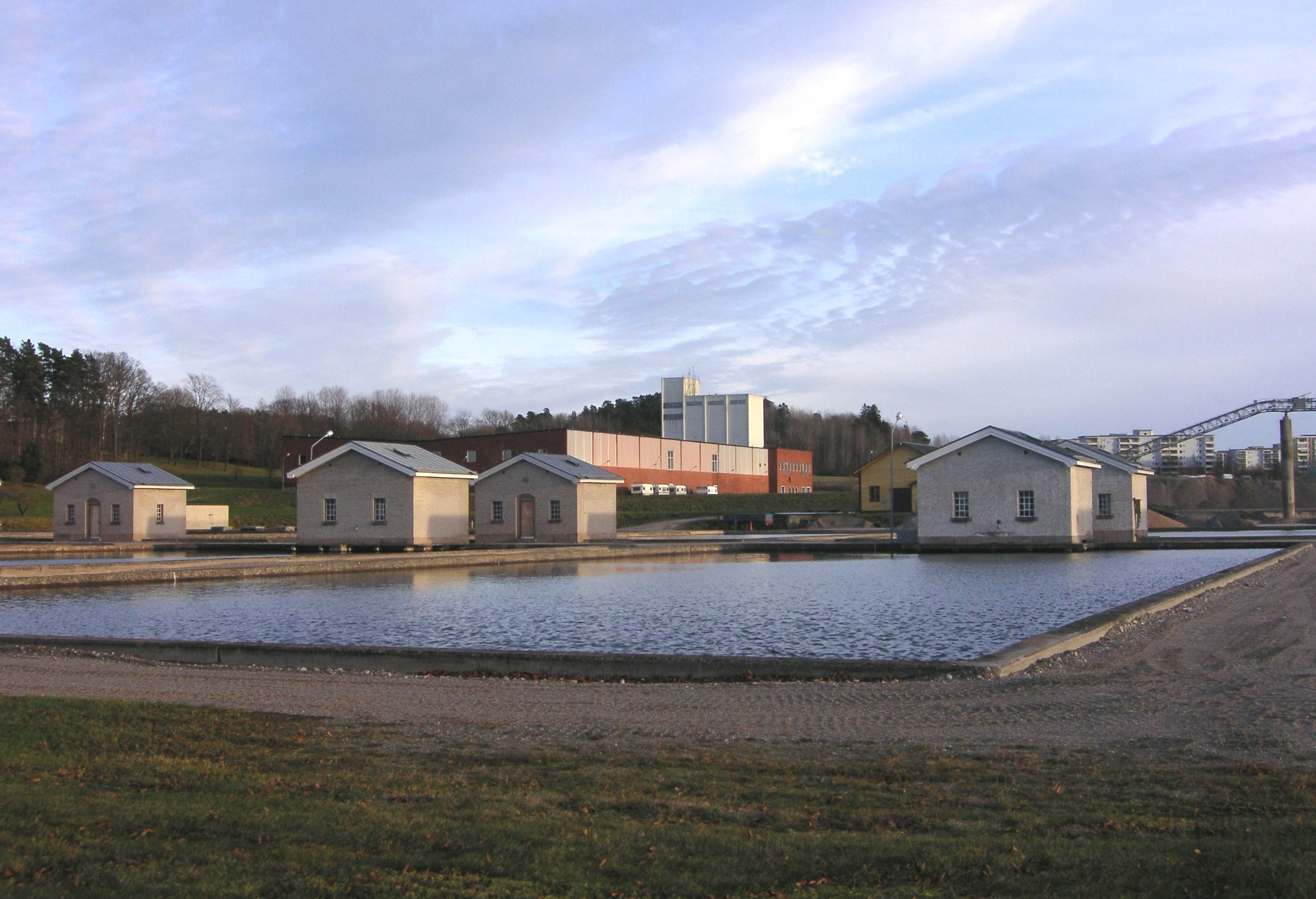
Außenanlagen eines Wasserwerks

Ein Wasserwerk ist eine technische Anlage zur Aufbereitung und Bereitstellung von Trinkwasser, sekundär auch von Brauchwasser.

## Funktionsprinzip
Wesentliche technische Bestandteile des Wasserwerks sind unter anderem Filter, Pumpen und oft auch ein (Frisch-)Wasserspeicher bzw. Wasserbehälter. Dazu kommen Hochbehälter, Armaturen und Schalträume, wo die Verteilung des Trinkwassers in das Leitungsnetz gesteuert und überwacht wird. In größeren Wasserwerken werden auch Laboratorien betrieben, die die chemische und biologische Zusammensetzung des Wassers kontrollieren.
Erfolgt die Wasserversorgung aus dem Grundwasser, befindet sich das Wasserwerk oder die Fassungsanlage meist direkt bei den Grundwasserkörpern. Das Gelände ist meist als Zone I eines Trinkwasserschutzgebietes ausgewiesen. Auch Grundwasseranreicherungsanlagen, welche zusätzliches Fließwasser aus Flüssen oder Bächen als Uferfiltrat gewinnen, können Bestandteil eines solchen Wasserwerks sein. Je nach Art des Untergrundes sowie der hydrogeologischen Gegebenheiten werden darauf abgestimmte Entnahmebauwerke errichtet. Von diesen Lokalitäten wird das Rohwasser zum Wasserwerk befördert.
Wenn die Versorgung aus Quellen oder aus Oberflächenwasser (Seen (siehe auch: Seewasserwerk), Fließwasser) erfolgt, wird das Wasser über Leitungen von den Quellfassungen zum Wasserwerk transportiert. Im letzten Fall sind auch Aufbereitungsanlagen zur Wasseraufbereitung im Wasserwerk notwendig, wo die chemische und biologische Qualität des Trinkwassers hergestellt wird.
Das auffälligste Merkmal eines Wasserwerkes war früher der im Flachland häufig anzutreffende Wasserturm. Häufig war er architektonisch besonders ansprechend ausgeführt und besteht heute nur noch als geschütztes Kulturdenkmal ohne seine ursprüngliche Funktion und Nutzung. An seine Stelle sind die Hochbehälter getreten, die bei deutlich günstigeren Baukosten an hochgelegenen Stellen im Gemeindegebiet errichtet werden können. Damit kann der Wasserdruck gleichmäßig aufrechterhalten werden und sorgen für einen Ausgleich bei den Wasserentnahmen im Netz. Ohne natürlichen Zulauf muss das Wasser zunächst dorthin gepumpt werden. Ist aus topografischen Gründen der Bau von Hochbehältern nicht möglich, wird der nötige Netzdruck mit drehzahlgeregelten Pumpen erzeugt, die das Wasser aus Tiefbehältern entnehmen. 
Im Unterschied zum kommunalen Trinkwasserwerk gibt es auch Wasserwerke, die für die Gewinnung von Betriebswasser ausgelegt sind.
Moderne Wasserwerke, die ab der zweiten Hälfte des 19. Jahrhunderts eingerichtet wurden, waren im Sinne des Munizipalsozialismus in der Regel als kommunale Betriebe organisiert worden.

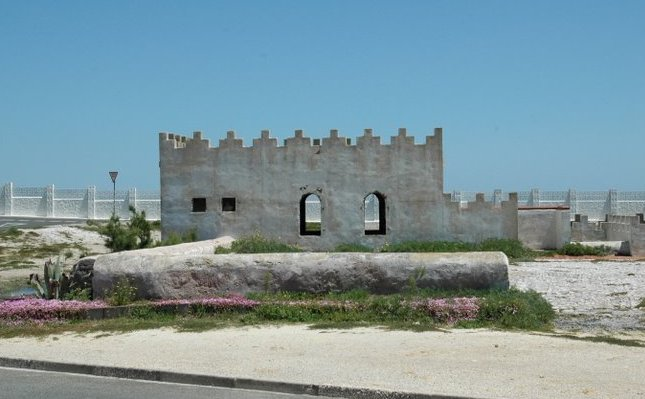
Nun’s well in Gibraltar
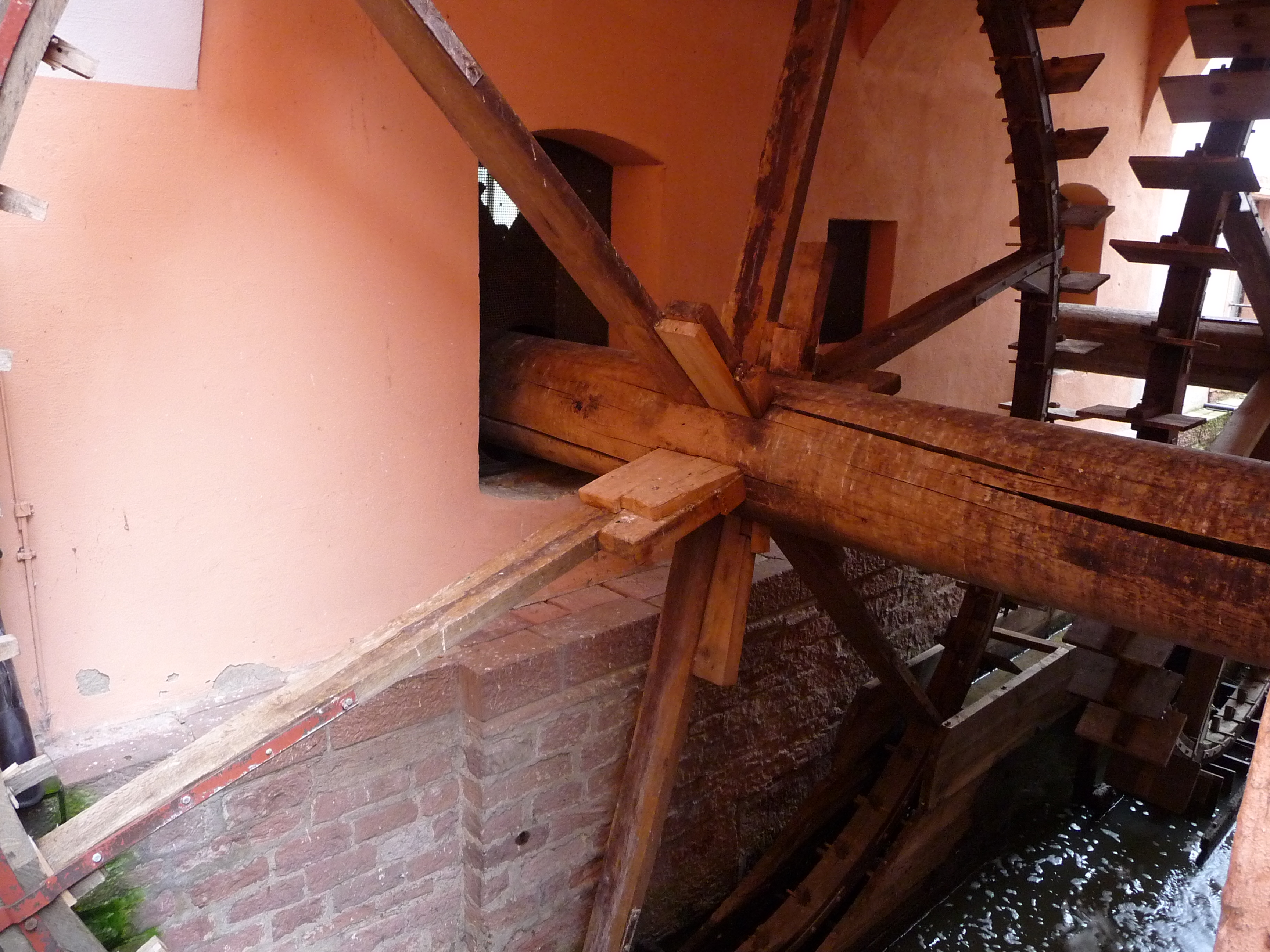
Mühlrad am oberen Wasserwerk des Schwetzinger Schlosses
Historisch: Rotierendes Wasser-Grobfilter-Sieb im Yosemite Hydroelectric Power Plant, Yosemite Village, Mariposa County, Kalifornien, USA
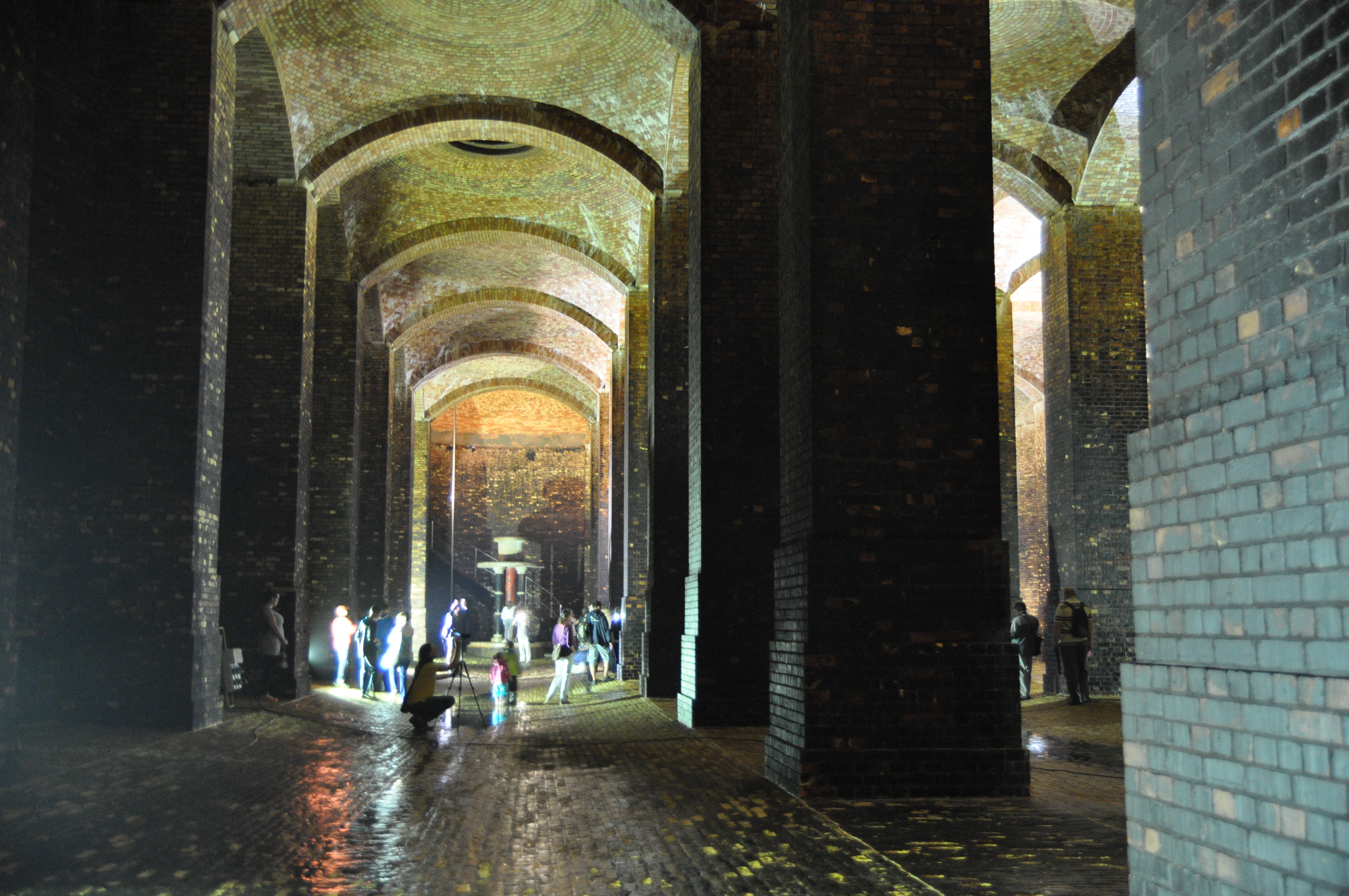
Zisterne eines Wasserwerks in Budapest
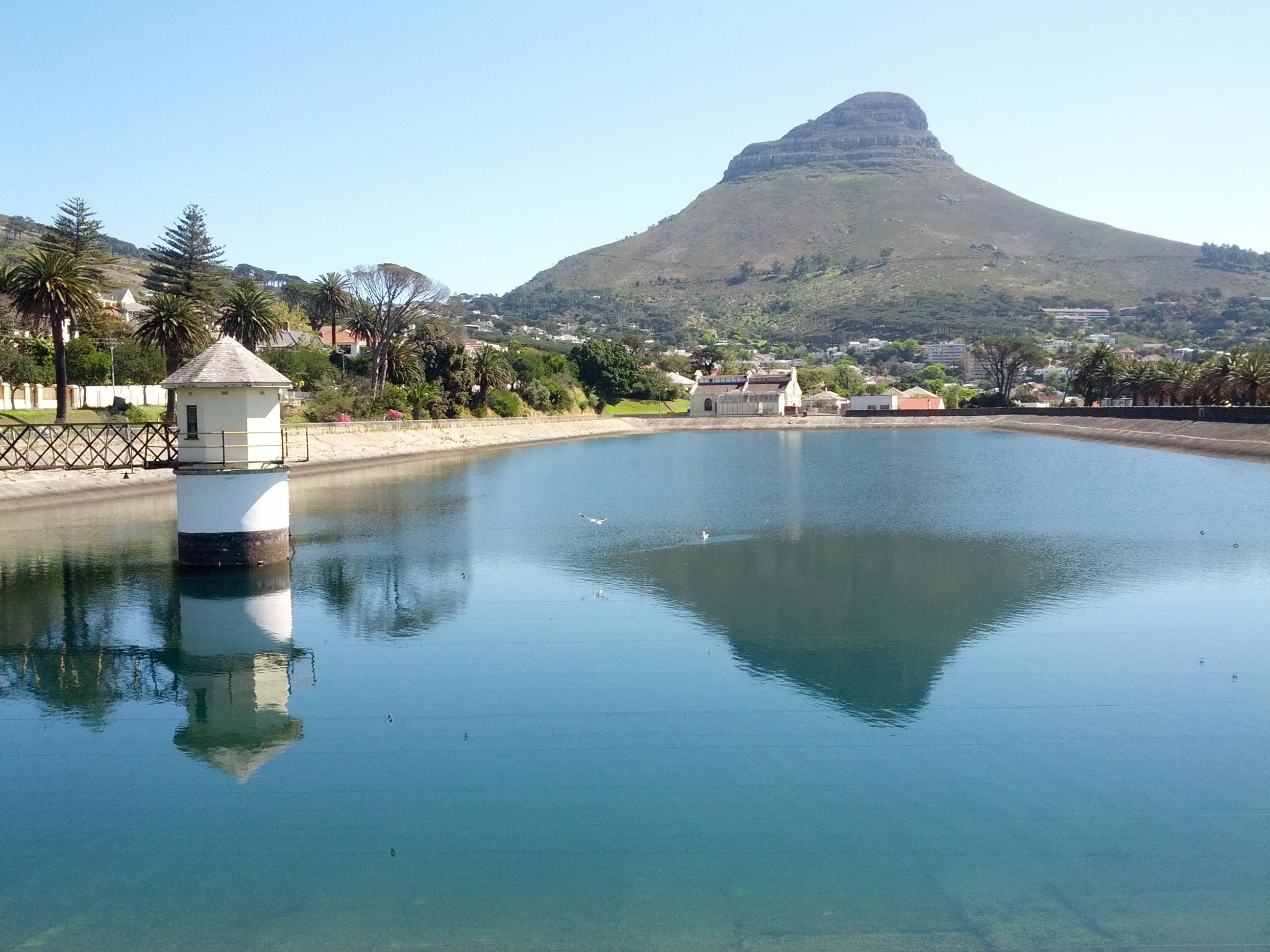
Das Molteno-Reservoir in Kapstadt

## Geschichte des Wasserwerks

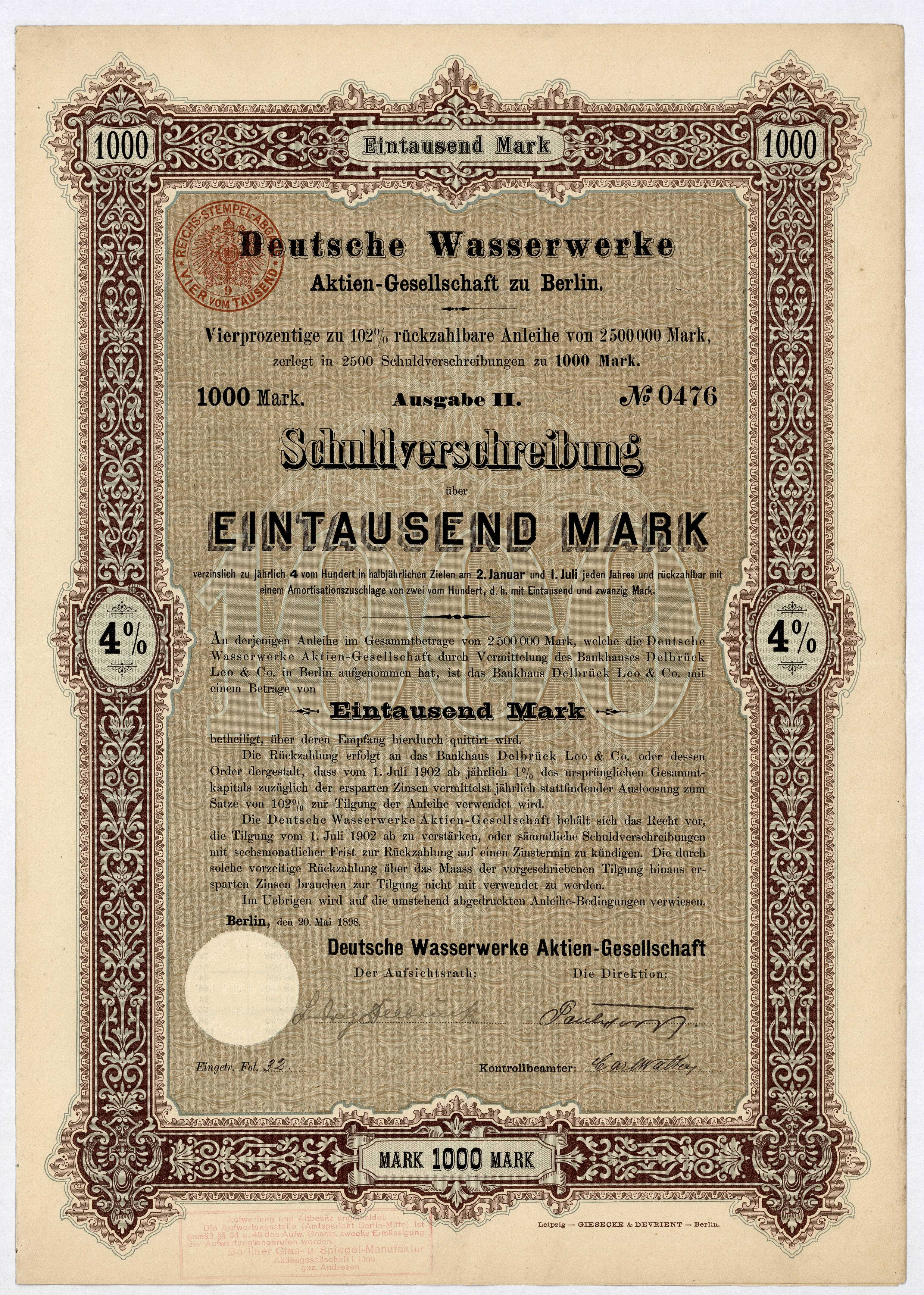
Anleihe der Deutschen Wasserwerke AG vom 25. Mai 1898: Die Gesellschaft baute und betrieb Wasserwerke u. a. in Lüdenscheid, Gnesen, Tilsit, Oeynhausen, Zehdenick, Pyritz, Ludwigslust, Templin, Deutsch-Krone (Westpr.), Uelzen und Rheda-Wiedenbrück

In der griechischen Stadt Pergamon (Bergama), etwa 100 Kilometer nördlich des heutigen Izmir in der Türkei, entstand schon rund 200 Jahre v. Chr. ein Wasserwerk, das die Bewohner mit Quell- und Oberflächenwasser aus bis zu 40 Kilometern entfernten Zuflüssen versorgte. Glanzstück war eine drei Kilometer lange Hochdruckleitung, die ein Tal nach dem Prinzip kommunizierender Röhren querte. Bisher hatte man in ähnlichen Fällen teure Aquädukte gebaut, so etwa schon um 800 v. Chr. im Süden des späteren Armenien, wo eine 56 Kilometer lange Leitung jährlich etwa 40 Millionen Kubikmeter Bergquellwasser in die Stadt Tuschpa der Urartäer brachte. Die assyrische Stadt Ninive wurde im 7. Jahrhundert v. Chr. über ein insgesamt 80 Kilometer Leitungen umfassendes System aus 18 Quellflüssen versorgt. Über ein Pumpwerk wurden die Hängende Gärten der Semiramis in Babylon – um 600 v. Chr. – bewässert: Ein göpelbetriebenes Schöpfwerk hob eine endlose Kette mit Wasser gefüllter Eimer an den oberen Rand der abschüssigen Gärten. Bekannt sind die Aquädukte in Rom um die Zeitenwende. Vitruv beschreibt im 1. Jahrhundert v. Chr. römische Treträder, die durch trampelnde Männer im oberen Teil in Betrieb gehalten wurden, die damit die Kraft des fließenden Wassers ersetzten und das Nass aus tiefer liegenden Becken in höher gelegene Rinnen „pumpten“. Zu den Wasserwerken Córdobas gehörten um 900, als dieses Maurenzentrum die größte Stadt Europas war, haushohe Schöpfräder (Norias), die das Flusswasser in höhere gelegene Primärkanäle beförderten, von wo es über Sekundärkanäle flächendeckend verteilt wurde.
In Bautzen hob ab dem Jahr 1496 ein wasserradgetriebenes System von Kolbenpumpen das Spreewasser in einen Hochbehälter, von wo es auf den höchsten Punkt der Stadt am Fleischmarkt und von dort schließlich in 86 Brunnen strömte. Im 16. Jahrhundert trieben in Deutschland an mehreren Orten große Mühlräder in fließenden Gewässern Wasserpumpen, die später Höhenunterschiede bis zu 250 Metern überwanden. Vor allem in Norddeutschland waren es vor allem die Brauer, die sich zu Gemeinschaften zum Bau solcher „Wasserkünste“ zusammentaten. 1681 staunte die Welt über eine Wasserhebemaschine mit 14 gewaltigen Wasserrädern bei Le Port-Marly an der Seine, die das Flusswasser in die sechs Kilometer entfernten Gärten von Versailles schickten. Frühe Wasserhebeanlagen sind auch aus Marburg an der Lahn, Bad Wildungen und Rothenburg ob der Tauber bekannt (1573–1599). 1696 staute der Philosoph und Techniker Gottfried Wilhelm Leibniz die Leine auf und nutzte das herabstürzende Wasser als Energiequelle für ein Wasserhebewerk, das die Herrenhäuser Gärten in Hannover versorgte.
Für kleinere Wassermengen in hügeligen Gegenden wurden ab Ende des 18. Jahrhunderts hydraulische Widder eingesetzt. Der französische Physiker Denis Papin pumpte mit Hilfe einer von ihm weiter entwickelten Dampfmaschine 1706 Wasser in einen Hochbehälter, das dann Brunnen und Fontänen des Kasseler Schlosses sprudeln ließ. Der preußische König Friedrich Wilhelm IV. ließ 1842 für die Wasserspiele am Schloss Sanssouci ein Pumpwerk im Stil einer maurischen Moschee bauen. Das Minarett verbirgt den 36 Meter hohen Schornstein der Dampfmaschine.
Um 1600 existierten in 33 deutschen Städten und über 100 kleineren Orten Wasserkünste, meist technisch interessante Druckanlagen, die Wasser in Brunnen und in eine mehr oder weniger große Anzahl von Häusern und Gärten beförderten. Die erste zentrale öffentliche Wasserversorgung im heutigen Sinn errichtete Hamburg 1848 mit der „Zentralen Stadtwasserkunst“ in Rothenburgsort. Zwei aus England importierte Dampfpumpmaschinen von je 70 PS schickten das gereinigte Elbwasser in einen 76 Meter hohen Wasserturm, der neben Behältern, Steig- und Fallleitungen auch den Schornstein für die Abgase der mit Kohle gefeuerten Dampfkessel umhüllte. Über 62 Kilometer Leitungen floss das Wasser dann auf die Dachböden von 4000 Stadthäusern (einem Drittel der vorhandenen). Berlin, das von leicht zu förderndem Grundwasser profitierte, folgte 1856, Frankfurt am Main 1873.

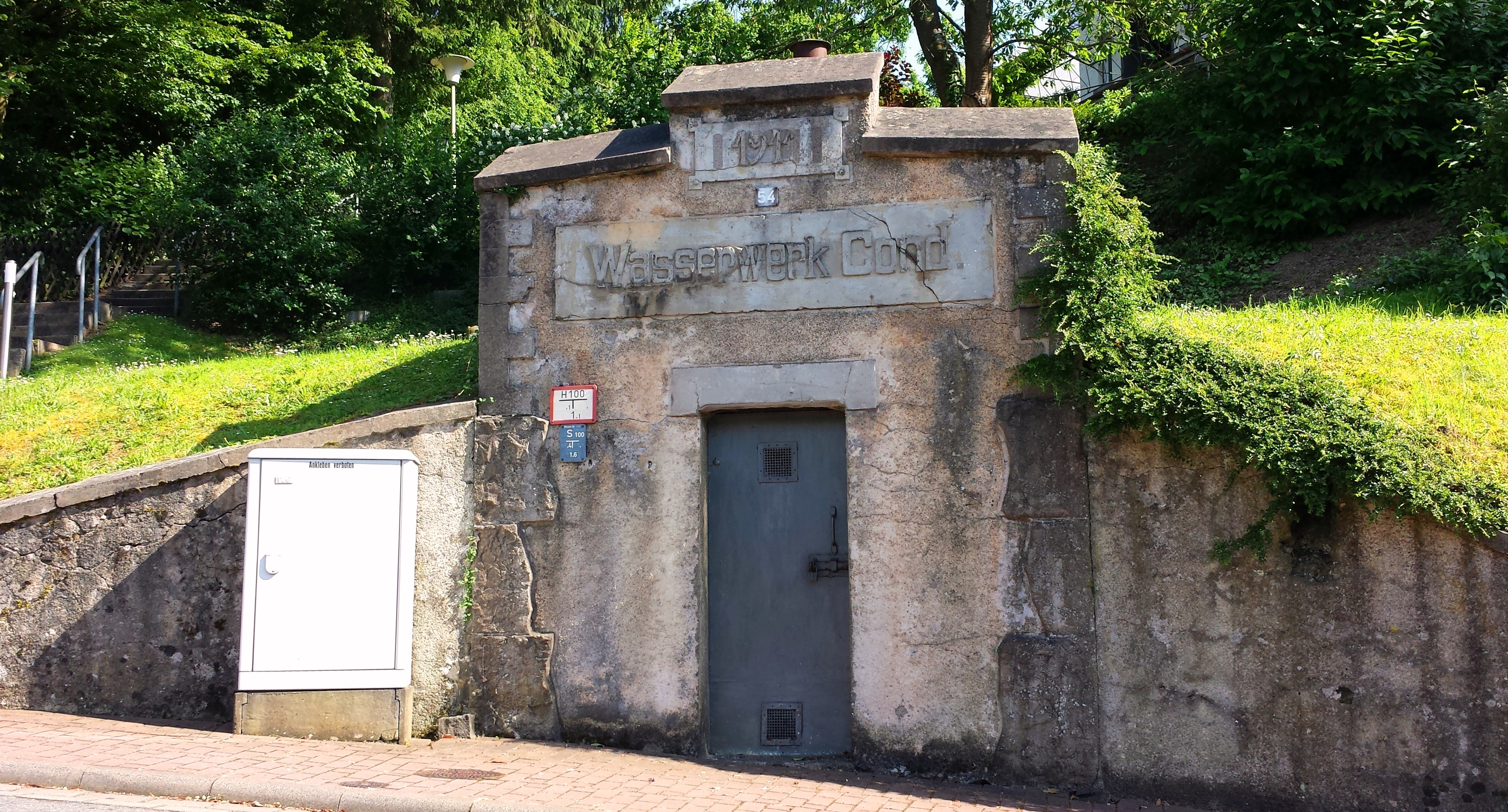
Wasserwerk Cond, 1911 (Juni 2014)
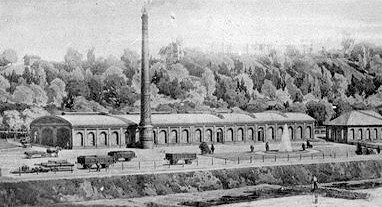
Wasserwerk Essen (1870)
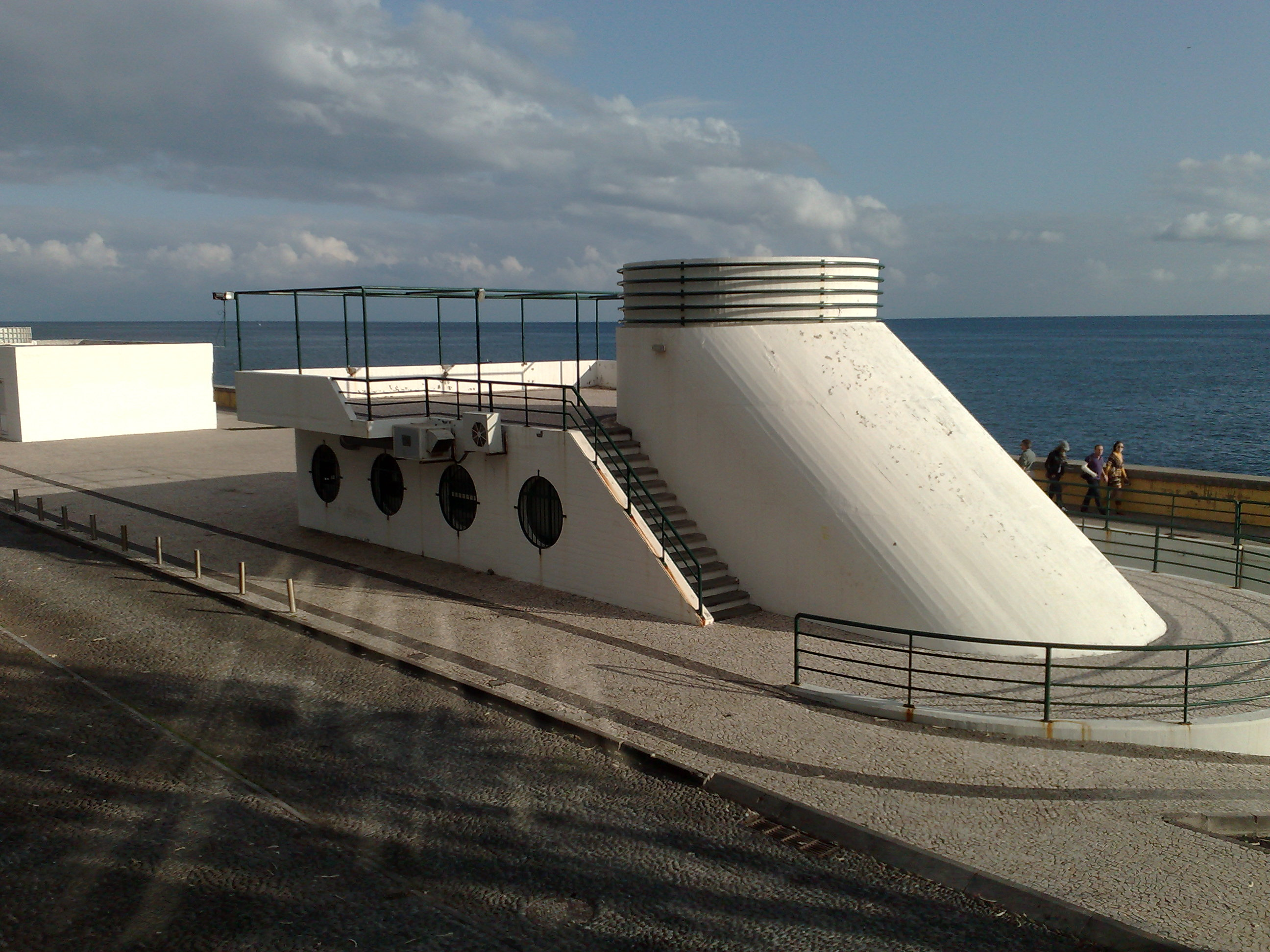
Wasserwerk Funchal, Madeira (Februar 2009)
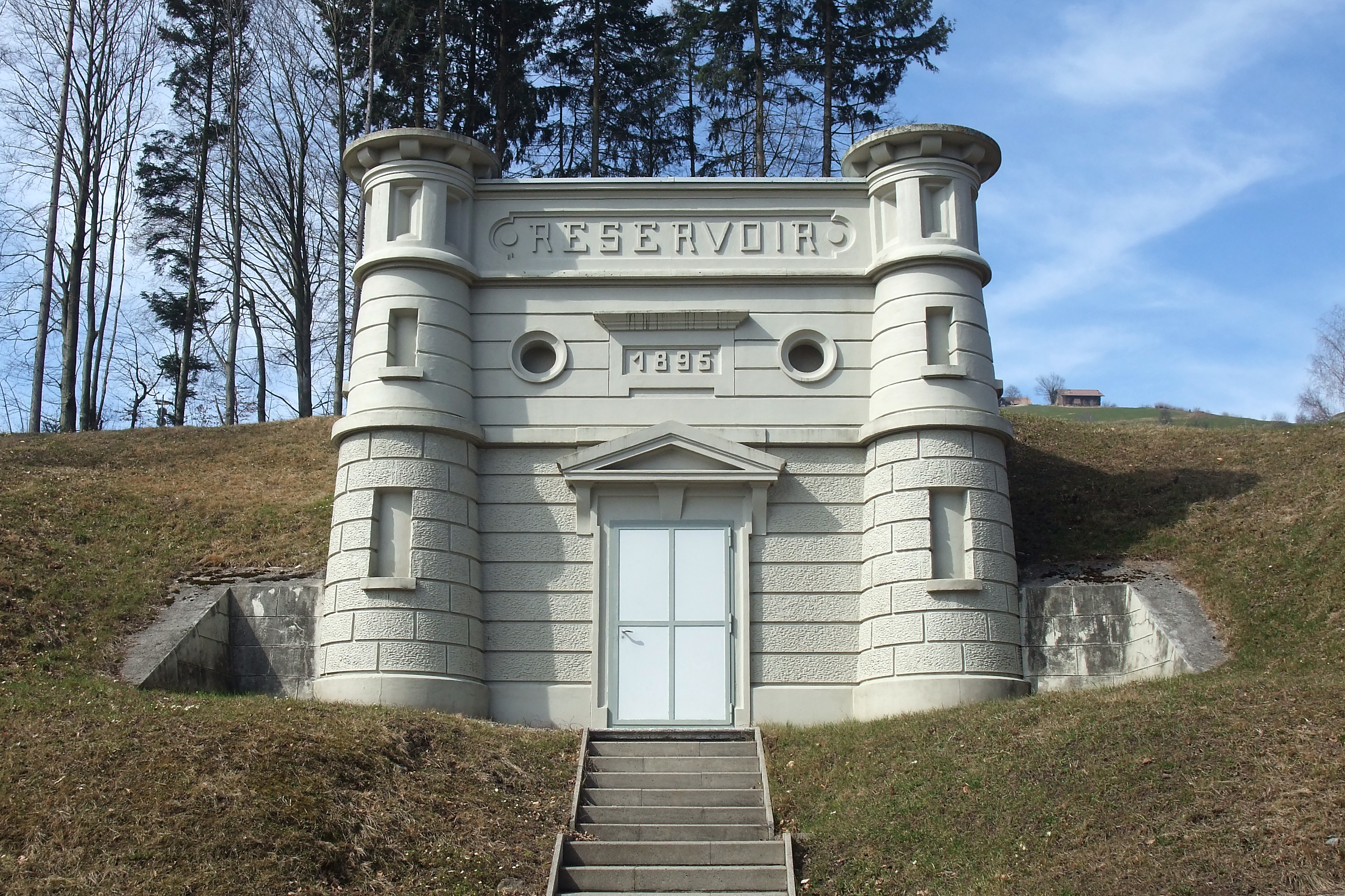
„Wasserreservoir“ Kanton St. Gallen, 1895, Schweiz (März 2009)
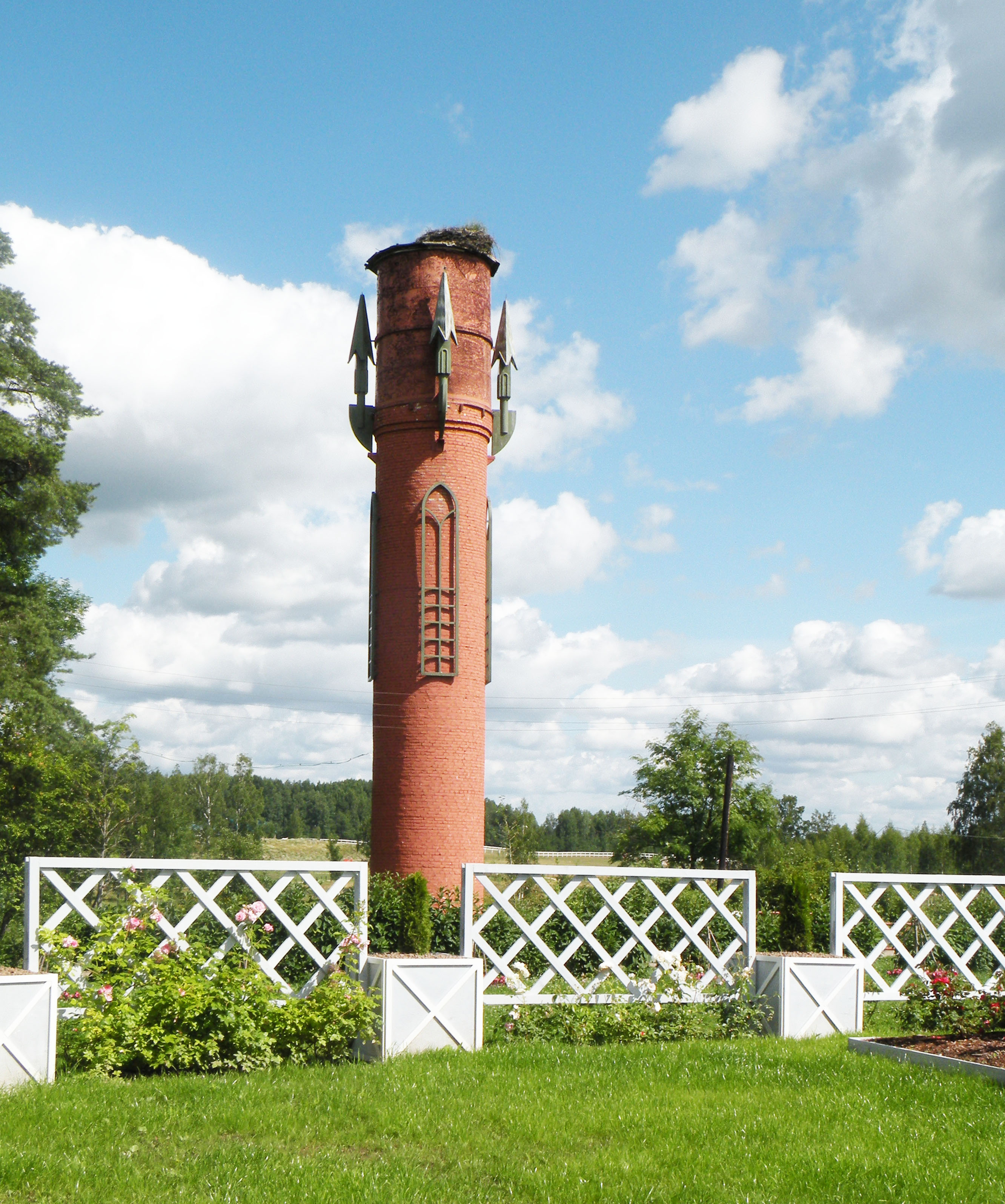
Wasserturm Maryino (Rajon Tosno, Oblast Leningrad), Russland (August 2015)